# The Art of the Improvisers
The Art of the Improvisers – album nagrany pomiędzy majem 1959 r. a marcem 1961 r. przez saksofonistę Ornette’a Colemana i wydany w 1970 roku przez firmę Atlantic.

## Charakter albumu
Album ten ma charakter składankowy. Nagrania, które złożyły się na niego powstawały podczas sesji nagraniowych na przestrzeni dwóch lat od 22 maja 1959 r. do 27 marca 1961 r.

## Muzycy
- Ornette Coleman – saksofon altowy (1/1, 2/1, 3/1, 4/1; 1/2, 2/2; saksofon tenorowy (3/2)
- Don Cherry – trąbka kieszonkowa (1/1, 3/1, 4/1; 1/2, 2/2, 3/2); kornet (2/1)
- Jimmy Garrison – kontrabas (3/2)
- Scott LaFaro – kontrabas (4/1)
- Charlie Haden – kontrabas (1/1, 2/1, 3/1; 1/2, 2/2)
- Ed Blackwell – perkusja (3/1, 4/1; 1/2, 2/2, 3/2)
- Billy Higgins – perkusja (1/1, 2/1)

## Lista utworów

### Strona pierwsza
| 1. | „The Circle with a Hole in the Middle” | 4:52  |
|    |                                        |       |
| 2. | „Just for You”                         | 3:51  |
|    |                                        |       |
| 3. | „The Fifth of Beethoven”               | 6:37  |
|    |                                        |       |
| 4. | „The Alchemy of Scott LaFaro”          | 9:50  |
|    |                                        |       |
|    |                                        | 25:10 |
|    |                                        |       |

### Strona druga
| 1. | „Moon Inhabitants”    | 4:31  |
|    |                       |       |
| 2. | „The Legend of Bebop” | 7:15  |
|    |                       |       |
| 3. | „Harlem's Manhattan”  | 8:10  |
|    |                       |       |
|    |                       | 19:56 |
|    |                       |       |

## Opis płyty

### Płyta analogowa (winylowa)
- Producent – Nesuhi Ertegün
- Inżynierowie – Tom Down i Phil Iehle
- Studio – Radio Recorders, Hollywood, Kalifornia; Atlantic Studios w Nowym Jorku
- Data nagrania – 22 maja 1959 9:30 wieczorem-3:30 w nocy (2/1); 9 października 1959 2 po południu-6 wieczorem (1/1); 26 lipca 1960 6-9 wieczorem, 10-1 w nocy (3/1, 1/2, 2/2); 31 stycznia 1961 3 po południu-7:30 wieczorem (4/1); 27 marca 1961 9 wieczorem-1:30 w nocy (3/2)
- Czas albumu – 45:06
- Firma nagraniowa – Atlantic
- Tekst: Martin Williams
- Numer katalogowy – 1572